# Heilig Hartkerk (Kwatrecht)
De Heilig Hartkerk  is een voormalige rooms-katholieke kerk in Kwatrecht, Oost-Vlaanderen.

## Geschiedenis
Op 10 mei 1909 werd begonnen aan de bouw van een neogotische kerk naar een ontwerp van de Gentse architect Henri Geirnaert op grond die op 13 januari 1908 was geschonken door de familie Lebegge. De bouw werd voltooid in 1910 en de kerk werd officieel ingewijd in 1912. Na de Eerste Wereldoorlog werden herstellingen uitgevoerd in januari en mei 1919. Bij het begin van de Tweede Wereldoorlog werd de kerk in mei 1940 opnieuw beschadigd en later terug hersteld. De kerk is sinds september 2010 opgenomen in de inventaris van bouwkundig erfgoed van Vlaanderen.

## Gebouw
De kerk is een bakstenen kruisbasiliek met lage zijbeuken en een hoge westtoren aangebouwd voor de zuidelijke zijbeuk. Het schip is driebeukig met vijf traveeën en heeft licht uitspringende transeptarmen en een driebeukig koor van een travee. Het hoogkoor heeft een vijfzijdige sluiting en tegen het zuidelijk transept werden sacristieën aangebouwd.
Behalve bakstenen werd ook arduin gebruikt voor de lijsten, dorpels en dekstenen en de kerk heeft een leien dak. De vierkante westtoren heeft vier geledingen en op elkaar gestelde versneden steunberen. De drie spitsboogportalen hebben bakstenen archivolten voor elke beuk. De middenbeuk heeft een puntgevel en een hoog drieledig spitsboogvenster. De toren heeft spitsboogvensters en een luikamer met spitsboogvormige galmgaten met daarboven het uurwerk.
Het hoogaltaar van beeldhouwer Séraphin De Maertelaere uit Wetteren werd vervaardigd uit witte steen en in 1911 geschonken door pastoor Moens. Het zuidelijk zijaltaar werd toegewijd aan Sint-Jozef, vervaardigd uit gepolychromeerd hout in de 19de eeuw en is afkomstig van het Don Bosco-instituut van Sint-Denijs-Westrem. Het noordelijk zijaltaar is ook vervaardigd uit gepolychromeerd hout en werd toegewijd aan Onze-Lieve-Vrouw. Een eiken biechtstoel werd vervaardigd door Van Caelenbergh in 1910. De arduinen doopvont met een koperen deksel van huis Synaeve-D’Hondt was, volgens een gebeiteld opschrift, een gift van de familie Beyaert-Lebegge.

## Herbestemming
Het kerkgebouw werd door een bisschoppelijk decreet van het bisdom Gent van 7 november 2016 ontwijd. De openbare verkoop werd drie dagen later afgerond.
In 2019 werd de "Heilig Hart brouwerij" en gelagzaal ingericht door de nieuwe eigenaars, vader en zoon Hans en Victor Dusselier. Boven het hoofdaltaar werden boven elkaar een warmwaterketel, maischketel en kookketel geplaatst zodat het bier op gravitaire wijze kan gebrouwen worden (zonder pompen). Achter het altaar werd een koelschip geïnstalleerd om spontane gisting mogelijk te maken.

## Fotogalerij

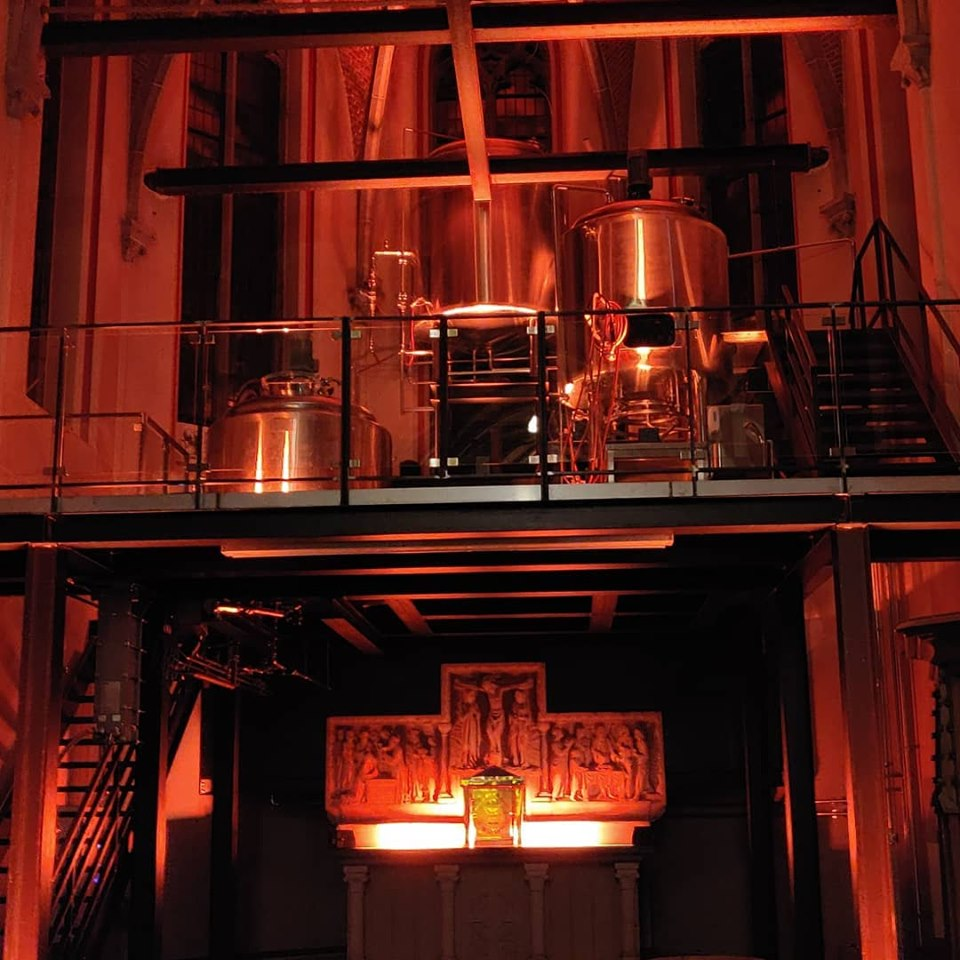
Binnenaanzicht brouwketels anno 2019
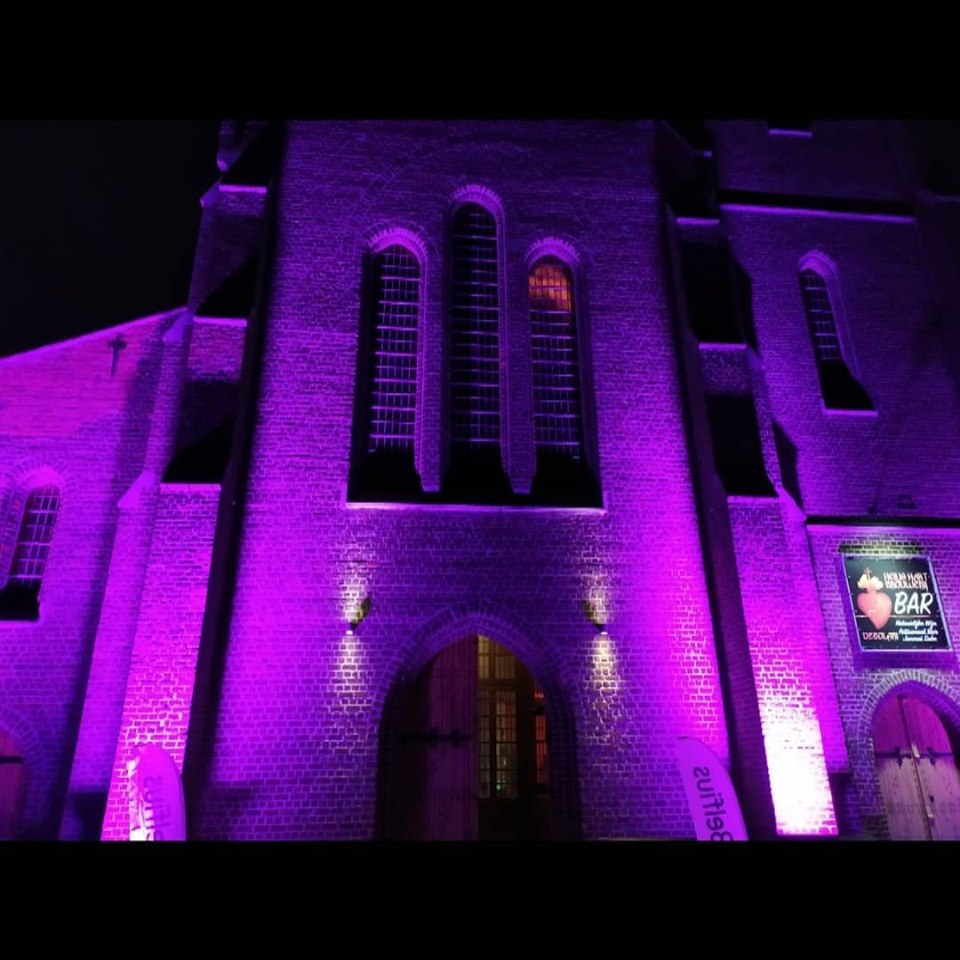
Buitenaanzicht anno 2019
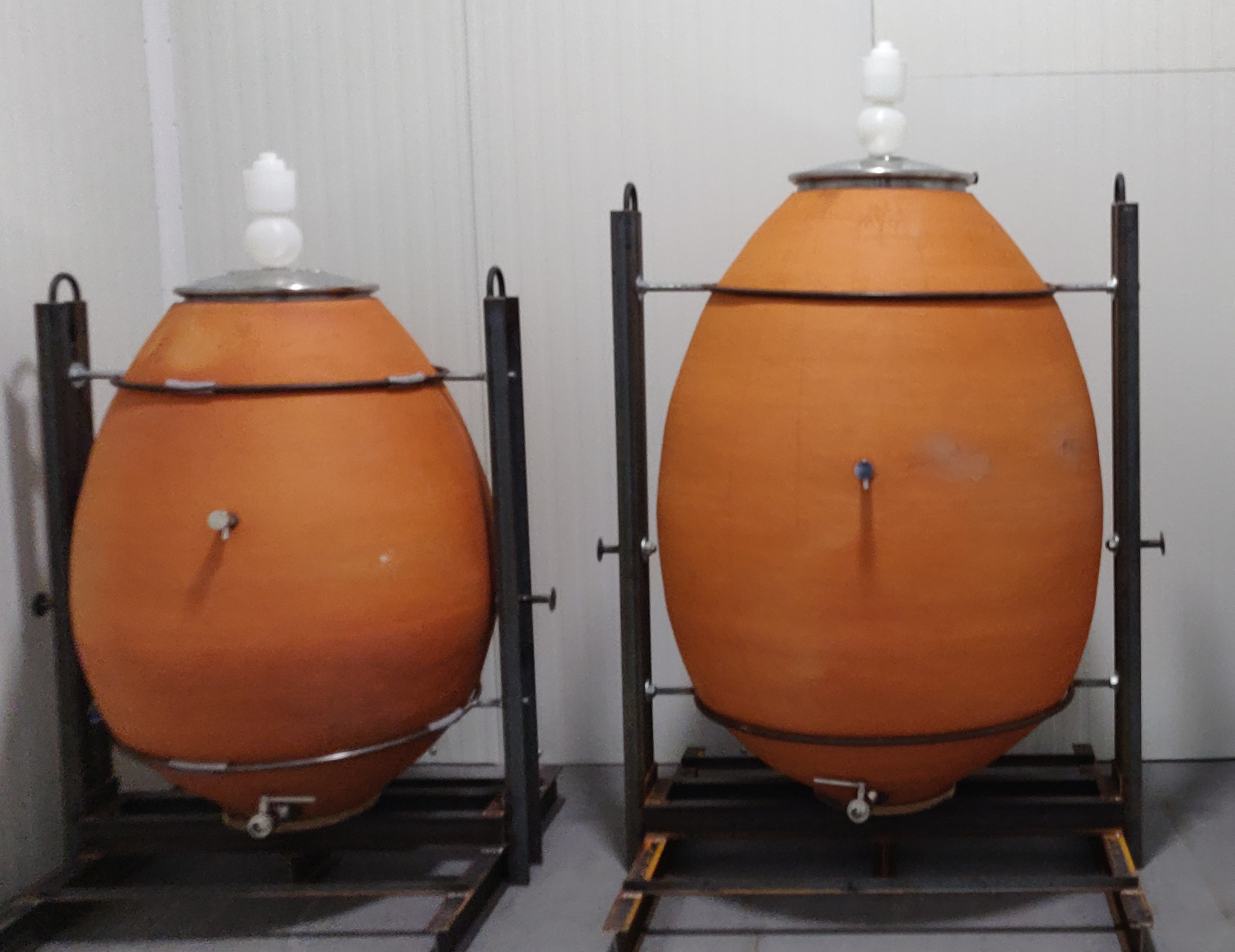
Terracotta-eieren voor vergisting en lagering van bier